# Barbus ditinensis
Barbus ditinensis är en fiskart som beskrevs av Jacques Daget 1962. Barbus ditinensis ingår i släktet Barbus och familjen karpfiskar. IUCN kategoriserar arten globalt som sårbar. Inga underarter finns listade.